# Inger K. Frith
Inger Kristine Frith (geborene Pragholm, * 23. Januar 1909; † 1981) war eine Dänin, die für Großbritannien als Offizierin im Zweiten Weltkrieg diente, und eine Bogenschützin. Sie war die erste Frau, die Präsidentin einer internationalen Sportorganisation wurde.
Frith wurde 1953 zunächst Vize-Präsidentin der Fédération Internationale de Tir à l’Arc (FITA), der Vorgängerorganisation der World Archery Federation, bevor sie von 1961 bis 1977 Präsidentin dieser Organisation wurde. In diesem Zeitraum sorgte sie dafür, dass Bogenschießen nach fünfzigjähriger Pause 1972 wieder als olympische Disziplin zugelassen wurde.